# Glinne (Schlesische Beskiden)
Der Glinne ist ein Berg in Polen. Mit einer Höhe von 1034 m ist er einer der höheren Berge  im Barania-Kamm in den Schlesischen Beskiden. Der Berg ist ein beliebtes Touristenziel mit vielen Ausblicken auf die benachbarten Gebirge und das Tiefland. Über den Gipfel führt die Gemeindegrenze zwischen Radziechowy-Wieprz und Milówka.

## Tourismus
- Auf den Gipfel führen mehrere markierte Wanderwege von Szczyrk und Węgierska Górka.